# Senat Rzeczypospolitej Polskiej X kadencji
Senat X kadencji – skład Senatu X kadencji wyłoniony został w wyborach do Sejmu i Senatu przeprowadzonych 13 października 2019.

## Kluby i koła senackie
| Klub/Koło                | Nazwa                                        | Przewodniczący           | Data powstania           | Liczba senatorów | Liczba senatorów         | +/− |
| Klub/Koło                | Nazwa                                        | Przewodniczący           | Data powstania           | w dniu powstania | w ostatnim dniu kadencji | +/− |
| ------------------------ | -------------------------------------------- | ------------------------ | ------------------------ | ---------------- | ------------------------ | --- |
| Klub                     | Prawo i Sprawiedliwość                       | Marek Martynowski        | 12 listopada 2019(dts)   | 48               | 46                       | 2   |
| Klub                     | Koalicja Obywatelska – PO, .N, IP, Zieloni   | Marcin Bosacki           | 12 listopada 2019(dts)   | 43               | 40                       | 3   |
| Koło                     | Koalicja Polska – Polskie Stronnictwo Ludowe | Ryszard Bober            | 12 listopada 2019(dts)   | 3                | 4                        | 1   |
| Koło                     | Senatorów Niezależnych                       | Lidia Staroń             | 14 listopada 2019(dts)   | 3                | 3                        |     |
| Klub                     | Lewica                                       | Wojciech Konieczny       | 12 listopada 2019(dts)   | 2                | 1                        | 1   |
| Koło                     | Polska 2050                                  | Jacek Bury               | 1 marca 2021(dts)        | 1                | 1                        |     |
| senatorowie niezrzeszeni | senatorowie niezrzeszeni                     | senatorowie niezrzeszeni | senatorowie niezrzeszeni | 4                | 3                        | 1   |

## Posiedzenia Senatu
Terminarz posiedzeń Senatu
1. posiedzenie: 12 XI, 13 XI 2019
2. posiedzenie: 17 XII, 18 XII 2019
3. posiedzenie: 15 I, 16 I, 17 I 2020
4. posiedzenie: 5 II, 6 II 2020
5. posiedzenie: 25 II, 26 II, 27 II 2020
6. posiedzenie: 6 III 2020
7. posiedzenie: 12 III, 13 III 2020
8. posiedzenie: 30 III 2020
9. posiedzenie: 15 IV, 16 IV 2020
10. posiedzenie: 5 V, 6 V, 12 V, 13 V 2020
11. posiedzenie: 1 VI, 2 VI, 3 VI 2020
12. posiedzenie: 17 VI, 18 VI 2020
13. posiedzenie: 1 VII, 2 VII 2020
14. posiedzenie: 11 VIII, 12 VIII, 13 VIII, 17 VIII, 18 VIII 2020
15. posiedzenie: 10 IX, 11 IX 2020
16. posiedzenie: 29 IX, 30 IX, 13 X, 14 X 2020
17. posiedzenie: 26 X, 27 X, 28 X 2020
18. posiedzenie: 25 XI, 26 XI, 27 XI, 2 XII, 3 XII 2020
19. posiedzenie: 16 XII, 17 XII 2020
20. posiedzenie: 11 I, 12 I, 13 I 2021
21. posiedzenie: 17 II, 18 II, 19 II 2021
22. posiedzenie: 24 III, 25 III 2021
23. posiedzenie: 14 IV, 15 IV 2021
24. posiedzenie: 12 V, 13 V, 27 V 2021
25. posiedzenie: 10 VI 2021
26. posiedzenie: 16 VI, 17 VI, 18 VI 2021
27. posiedzenie: 21 VII, 22 VII, 23 VII 2021
28. posiedzenie: 4 VIII, 5 VIII, 6 VIII 2021
29. posiedzenie: 9 IX, 10 IX 2021
30. posiedzenie: 21 IX 2021
31. posiedzenie: 7 X, 8 X 2021
32. posiedzenie: 27 X, 28 X, 29 X 2021
33. posiedzenie: 24 XI, 25 XI, 26 XI 2021
34. posiedzenie: 14 XII, 15 XII, 16 XII 2021
35. posiedzenie: 11 I, 12 I 2022
36. posiedzenie: 20 I, 4 II 2022
37. posiedzenie: 16 II 2022
38. posiedzenie: 9 III, 10 III, 11 III, 17 III 2022
39. posiedzenie: 23 III, 24 III 2022
40. posiedzenie: 12 IV 2022
41. posiedzenie: 27 IV, 28 IV 2022
42. posiedzenie: 18 V, 19 V 2022
43. posiedzenie: 1 VI, 8 VI 2022
44. posiedzenie: 8 VI, 9 VI, 10 VI 2022
45. posiedzenie: 29 VI, 30 VI 2022
46. posiedzenie: 20 VII, 21 VII 2022
47. posiedzenie: 3 VIII, 4 VIII 2022
48. posiedzenie: 7 IX 2022
49. posiedzenie: 27 IX 2022
50. posiedzenie: 5 X, 6 X 2022
51. posiedzenie: 26 X, 27 X 2022
52. posiedzenie: 16 XI 2022
53. posiedzenie: 28 XI 2022
54. posiedzenie: 29 XI 2022
55. posiedzenie: 14 XII, 15 XII 2022
56. posiedzenie: 11 I, 12 I 2023
57. posiedzenie: 31 I 2023
58. posiedzenie: 8 II, 9 II 2023
59. posiedzenie: 21 II, 22 II 2023
60. posiedzenie: 8 III 2023
61. posiedzenie: 29 III, 30 III 2023
62. posiedzenie: 10 V, 11 V 2023
63. posiedzenie: 21 VI, 22 VI 2023
64. posiedzenie: 12 VII, 13 VII 2023
65. posiedzenie: 26 VII, 27 VII, 28 VII 2023
66. posiedzenie: 29 VIII, 30 VIII 2023
67. posiedzenie: 6 IX, 7 IX 2023

## Marszałek Senatu
Obowiązki Marszałka Seniora w dniu 12 listopada 2019 do chwili podjęcia uchwały o wyborze Marszałka Senatu pełniła senator Barbara Borys-Damięcka (Koalicja Obywatelska). Marszałka seniora wyznaczył prezydent RP Andrzej Duda najstarszego senatora wybranego do Senatu X kadencji.
Funkcję marszałka Senatu przez całą kadencję pełnił senator Tomasz Grodzki (Koalicja Obywatelska).

## Wicemarszałkowie Senatu[2]
- Bogdan Borusewicz (Koalicja Obywatelska) od 12 listopada 2019
- Michał Kamiński (Koalicja Polska) od 12 listopada 2019
- Gabriela Morawska-Stanecka (Koalicja Obywatelska) od 12 listopada 2019
- Marek Pęk (Prawo i Sprawiedliwość) od 13 maja 2020

## Prezydium Senatu
W skład Prezydium Senatu wchodzą marszałek oraz wicemarszałkowie Senatu RP.
- Tomasz Grodzki – marszałek Senatu
- Bogdan Borusewicz – wicemarszałek Senatu
- Michał Kamiński – wicemarszałek Senatu
- Gabriela Morawska-Stanecka – wicemarszałek Senatu
- Marek Pęk – wicemarszałek Senatu

## Konwent Seniorów
W skład Konwentu Seniorów wchodzą marszałek, wicemarszałkowie Senatu RP oraz senatorowie – przedstawicieli klubów senackich.
- Tomasz Grodzki – marszałek Senatu
- Bogdan Borusewicz – wicemarszałek Senatu
- Michał Kamiński – wicemarszałek Senatu
- Marek Pęk – wicemarszałek Senatu
- Gabriela Morawska-Stanecka – wicemarszałek Senatu
- Marek Martynowski – przewodniczący klubu PiS
- Marcin Bosacki – przewodniczący klubu KO

## Komisje
W Senacie jest 16 komisji stałych. Oprócz nich Senat może powołać komisje nadzwyczajne.

### Komisje stałe
| Nazwa                                               | Przewodniczący              | Klub/Koło | Data powstania         | Strona |
| --------------------------------------------------- | --------------------------- | --------- | ---------------------- | ------ |
| Budżetu i Finansów Publicznych                      | Kazimierz Kleina            | KO        | 13 listopada 2019(dts) | www    |
| Gospodarki Narodowej i Innowacyjności               | Maria Koc                   | PiS       | 13 listopada 2019(dts) | www    |
| Infrastruktury                                      | Jan Hamerski                | PiS       | 13 listopada 2019(dts) | www    |
| Kultury i Środków Przekazu                          | Barbara Zdrojewska          | KO        | 13 listopada 2019(dts) | www    |
| Nauki, Edukacji i Sportu                            | Kazimierz Wiatr             | PiS       | 13 listopada 2019(dts) | www    |
| Obrony Narodowej                                    | Jarosław Rusiecki           | PiS       | 13 listopada 2019(dts) | www    |
| Praw Człowieka, Praworządności i Petycji            | Aleksander Pociej           | KO        | 13 listopada 2019(dts) | www    |
| Regulaminowa, Etyki i Spraw Senatorskich            | Sławomir Rybicki            | KO        | 13 listopada 2019(dts) | www    |
| Rodziny, Polityki Senioralnej i Społecznej          | Jan Filip Libicki           | PSL       | 13 listopada 2019(dts) | www    |
| Rolnictwa i Rozwoju Wsi                             | Jerzy Chróścikowski         | PiS       | 13 listopada 2019(dts) | www    |
| Samorządu Terytorialnego i Administracji Państwowej | Zygmunt Frankiewicz         | KO        | 13 listopada 2019(dts) | www    |
| Spraw Emigracji i Łączności z Polakami za Granicą   | Kazimierz Michał Ujazdowski | KP        | 13 listopada 2019(dts) | www    |
| Spraw Zagranicznych i Unii Europejskiej             | Bogdan Klich                | KO        | 13 listopada 2019(dts) | www    |
| Środowiska                                          | Zdzisław Pupa               | PiS       | 13 listopada 2019(dts) | www    |
| Ustawodawcza                                        | Krzysztof Kwiatkowski       | KSN       | 13 listopada 2019(dts) | www    |
| Zdrowia                                             | Beata Małecka-Libera        | KO        | 13 listopada 2019(dts) | www    |

### Komisje nadzwyczajne
| Nazwa | Przewodniczący      | Klub/Koło    | Data powstania        | Data zakończenia     | Strona |
| --- | ------------------- | ------------ | --------------------- | -------------------- | ------ |
| Komisja Nadzwyczajna do spraw Klimatu | Stanisław Gawłowski | niezrzeszony | 2 lipca 2020(dts)     |                      | www    |
| Komisja Nadzwyczajna ds. wyjaśnienia przypadków nielegalnej inwigilacji, ich wpływu na proces wyborczy w Rzeczypospolitej Polskiej oraz reformy służb specjalnych | Marcin Bosacki      | KO           | 12 stycznia 2022(dts) | 6 września 2023(dts) | www    |
| Komisja Nadzwyczajna ds. zbadania wpływów rosyjskich na decyzje organów władzy publicznej w Polsce                                                                | Sławomir Rybicki    | KO           | 7 września 2023(dts)  |                      | www    |

## Prace Senatu

### Rok2019
- 12 XI – pierwsze posiedzenie Senatu
- 12 XI – podjęcie uchwały o wyborze Marszałka Senatu: Tomasz Grodzki – 51 głosów, Stanisław Karczewski – 48 głosów, 1 głos wstrzymujący się, większość bezwzględna – 51
- 12 XI – podjęcie uchwał o wyborze wicemarszałków Senatu

### Rok2020
- 15 I – podjęcie uchwały o ustawie dyscyplinującej sędziów
- 5 V – odrzucenie ustawy o głosowaniu korespondencyjnym w wyborach prezydenckich 2020 r.[3]